# Ясь та Яніна
«Ясь та Яніна» (рос. «Ясь и Янина») — білоруський радянський художній фільм 1974 року режисера Юрій Цвєткова.
У картині дебютував як драматичний актор Володимир Мулявін і вперше прозвучали композиції «Піснярів».

## Сюжет
Студенти працюють на будівництві ферми і виступають як самодіяльний ВІА — після роботи на річковому березі, на річковому судні, в обідню перерву на будівництві, на концерті в клубі.
У селище приїжджає красуня Яніна, вона буде керувати секцією кінної виїздки. Яніна полюбилася Яся, пілота місцевого авіазагону...

## У ролях
- Леонід Борткевич
- Олександр Демешко
- Анатолій Кашепаров
- Владислав Місевич
- Володимир Ніколаєв
- Чеслав-Віктор Поплавський
- Леонід Тишко
- Володимир Мулявін
- Світлана Акімова
- Володимир Тихонов
- Юрій Волинцев
- Марія Захаревич
- Любов Рум'янцева
- Павло Кормунін

## Творча група
- Сценарій: Алесь Осипенко, Самсон Поляков
- Режисер: Юрій Цвєтков
- Оператор: Тетяна Логінова
- Композитор: Едуард Ханок